# Cratere Zumba
Zumba  è un cratere sulla superficie di Marte.